# Moto Club Francolí
El Moto Club Francolí és una entitat esportiva catalana dedicada al motociclisme que fou fundada a l'Espluga de Francolí, Conca de Barberà, el 1980. Inicialment organitzà els Dos Dies Internacionals de Tot Terreny, puntuables per al Campionat d'Europa d'enduro. També ha organitzat una prova del Campionat de Catalunya d'enduro i una altra de trial per a nens. El 2012 tenia uns 200 socis i les instal·lacions Motopark, un circuit de 23 hectàrees homologat per la Federació Catalana de Motociclisme que acull diferents recorreguts per a les especialitats d'enduro, trial, motocròs i quads. Els seus pilots més destacats han aconseguit una vintena de títols estatals, catalans i provincials, sobretot en enduro i en raids.